# Ураносферит
Ураносферит (рос. ураносферит; англ. uranosphaerite; нім. Uranosphaerit m) — мінерал, гідрооксид урану і бісмуту.
Назва від Уран та грецького «sphaira» — сфери. (J.A.Weisbach, 1873).

## Опис
Хімічна формула: [UO2|(OH)2[BiOOH].
Містить (%): UO2 — 52,70; Bi2O3 — 42,40; H2O — 4,90.
Сингонія ромбічна. Габітус гостропірамідальний. Спайність досконала по (100). Форми виділення: напівкулясті щільні аґреґати, друзи. Колір оранжево-жовтий, коричнево-червоний. Блиск жирний. Риса жовта. Густина 6, 36. Тв. 2-3. Продукт окиснення уранініту. Утворюється в зоні окиснення родов. урану та бісмуту. Рідкісний. Супутні мінерали: арсенати U і уранілсилікати.

## Поширення
Знахідки: на копальні «Білий олень», Шнееберг (Саксонія, ФРН).